# Бобков, Филипп Денисович
Фили́пп Дени́сович Бобко́в (1 декабря 1925, Червоная Каменка — 17 июня 2019, Москва) — руководящий работник советских органов государственной безопасности, генерал армии (1987). Начальник 5-го управления КГБ СССР (1969—1983), заместитель председателя КГБ СССР (1983—1985), первый заместитель председателя КГБ СССР (1985—1991). Депутат Верховного Совета РСФСР 11 созыва (1986—1990). Народный депутат РСФСР в 1990—1992 годах. Член ЦК КПСС в 1986—1990 годах.
В эпоху Холодной войны и конфронтации с Западом фронтовик и воспитанник Смерша 45 лет нёс службу в органах советской госбезопасности. Работавший при 12 начальниках ведомства контрразведчик Бобков последовательно продвигался от оперуполномоченного до одного из руководителей самой влиятельной советской спецслужбы. Имя генерала-чекиста прочно ассоциируется с идеологической контрразведкой, борьбой с западной агентурой, расследованиями первых террористических актов в СССР. Важными направлениями деятельности Бобкова были урегулирование межнациональных конфликтов, предотвращение и локализация массовых беспорядков, противодействие «антисоветским элементам» (диссидентам), создание с этими целями осведомительных сетей в кругах интеллигенции; а также кураторство над советскими творческими союзами, деятелями культуры, журналистами и шахматистами.
Критики Бобкова упрекали генерала в конспирологическом мышлении и неэффективности — его личной и всей спецслужбы — перед лицом распада СССР, всплеска национализма и силового захвата власти в союзных республиках. Не лучшим образом на репутации Бобкова отразилось участие в ограничении демократических свобод в советском обществе, преследовании ряда деятелей науки и культуры, раздувании никогда не существовавшей в опасных для государства масштабах проблемы инакомыслия творческой интеллигенции; в постсоветский период — сотрудничество с прозападно настроенным олигархом. На склоне лет Бобков признал свою ответственность и выразил сожаление за ряд акций, которые впоследствии были осуждены обществом, среди них — преследование и ссылка академика и Нобелевского лауреата Андрея Сахарова.

## Биография

### Детство, юность
Родился 1 декабря 1925 года в Червоной Каменке Кременчугского округа Украинской ССР в семье землемера, русский. Отец — Бобков Денис Никодимович (1904—1944). Мать — Бобкова Вера Дементьевна (1902—1925), скончалась в результате послеродовых осложнений. В мемуарах Ф. Д. Бобков называет матерью вырастившую его вторую жену своего отца.
Работа отца была связана с командировками, поэтому семья часто переезжала из города в город Украинской ССР. С 1929 года Бобковы жили на Донбассе, с 1932 года — в городе Макеевка Донецкой области. Отец работал на местном металлургическом заводе имени Кирова. С началом Великой Отечественной войны был занят на строительстве оборонительных сооружений на Днепре, а когда немецкие войска подошли к Донбассу, в октябре 1941 года вдвоём с 15-летним Филиппом покинул Донбасс. Проездом через Сталинград и Пермь отец и сын Бобковы оказались в Кемеровской области. В Кузбассе отец работал прорабом, но вскоре ушёл добровольцем на фронт. Филипп, проводив отца, работал в городе Ленинск-Кузнецкий на строительстве завода подземной газификации углей вблизи станции Кольчугино. Был избран комсоргом комсомольской организации завода, вскоре стал вторым секретарём городского комитета комсомола.

### На фронтах Великой Отечественной войны
После того, как отец ушёл на фронт добровольцем, 16-летний Филипп приписал себе в документах возраст и осенью 1942 года был зачислен добровольцем в Красную армию. Воевать ушёл в составе Сибирских добровольческих частей. В действующей армии с декабря 1942 года. Был помощником командира взвода, комсоргом стрелкового батальона, командиром взвода. Воевал на Западном фронте, участвовал в Ржевско-Вяземской операции 1943 года, где получил ранение средней тяжести. По выздоровлении сражался в Смоленской наступательной операции, в октябре 1943 года воевал под Могилёвом, в малоуспешных зимних наступательных боях в Белоруссии зимой 1943—1944 годов. Там был ранен второй раз, причём тяжело — от близкого разрыва мины получил около 40 осколочных полиорганных ранений. Находился в госпиталях, восемь месяцев провёл в Центральной клинической больнице НКПС имени Семашко. Летом 1944 года вернулся на фронт, воевал вместе с отцом в одной части. В июле 1944 года у деревни Большие Гривны на Псковщине Денис Никодимович получил смертельное ранение и умер от гангрены. Филипп Бобков в составе войск 2-го Прибалтийского и Ленинградского фронтов принимал участие в Прибалтийской операции и в блокаде Курляндского котла. Завершил боевой путь командиром взвода, гвардии старшиной 9 мая 1945 года в Латвии, где была окружена и разбита курляндская группировка противника. За годы войны награждён орденом Славы 3-й степени, двумя медалями «За отвагу». Член КПСС с 1944 года. Воевал в 22-й и 65-й гвардейских стрелковых дивизиях.

### В органах госбезопасности
После Великой Отечественной войны Бобков был направлен на учёбу в Ленинградскую школу военной контрразведки Смерш. По окончании школы в 1946 году ему было присвоено офицерское звание, и он был распределён на работу в центральный аппарат Министерства государственной безопасности СССР. Впервые пришёл на Лубянку 23 октября 1946 года.
Начинал с должности помощника оперуполномоченного. Одним из первых крупных самостоятельных дел Бобкова было расследование в отношении поставок из США в СССР стратегического сырья — никеля. Поставки в обход американского правительства осуществлялись с помощью подставных лиц для обеспечения работы трёх советских авиазаводов. Организованы они были в начале Великой Отечественной войны сотрудниками советских спецслужб в Нью-Йорке, работавшими под прикрытием американо-советского акционерного общества Amtorg Trading Corporation (Амторг). В ходе расследования Бобковым и коллегами были установлены истинные обстоятельства поставок никеля в СССР и были выведены из-под уголовной ответственности сотрудники советских спецслужб, которые в силу запутанности дела необоснованно подозревались в корыстных деяниях и измене Родине.
После создания в 1954 году КГБ СССР был зачислен в состав одного из его управлений. С 1954 года — секретарь партийной организации управления, с 1956 года — начальник отдела в 4-м управлении КГБ (идеологическая контрразведка). В марте 1956 года участвовал в локализации волнений в Тбилиси. В том же году окончил Высшую партийную школу при ЦК КПСС, что очень помогло ему в дальнейшей служебной карьере.
После расформирования управления в 1958 году был назначен начальником отдела во 2-м управлении КГБ (контрразведка). С 1961 года — заместитель начальника 2-го главного управления КГБ. Генерал-майор (1965).
12 апреля 1961 года, сразу после полёта Юрия Гагарина в космос, именно Бобков (с ведома начальника военной контрразведки генерала Гуськова) предоставил иностранным корреспондентам фотографию первого в мире космонавта, которой на тот момент не располагали ни отдел печати МИД СССР, ни ТАСС, ни газета «Правда». Бобков был организатором первых пресс-конференций Гагарина в странах Запада.
После проведённой руководителем КГБ Александром Шелепиным во второй половине 1961 года реорганизации Бобков возглавил отдел Главного управления контрразведки. Когда в середине 1960-х годов в западной печати развернулась кампания по дискредитации Потсдамских соглашений и началось муссирование возможности пересмотра послевоенных границ по Одеру — Нейсе, Бобков впервые предложил идею масштабного воздействия на западную прессу. Филипп Денисович вспоминал, что сам контактировал с немецким корреспондентом в Москве, в прошлом — солдатом вермахта, ещё в 1961 году; с тех пор полагал, что сотруднику спецслужбы в интересах дела необходимо поддерживать рабочие и личные контакты с журналистами. В 1965 году выдвинул идею пропагандистской кампании с использованием контролируемых информационных вбросов сведений ограниченного пользования, а в ряде случаев даже материалов под грифом «Для служебного пользования» (ДСП). Реализуя эти задачи, оперативники Бобкова резко активизировали встречи с иностранными журналистами, аккредитованными в СССР, которых советские дипломаты и даже отдел печати МИД СССР ранее остерегались, — с целью убедить их, насколько пагубной для мира может оказаться идея пересмотра послевоенных границ. В результате проведённой под началом Бобкова деятельности в западной печати появились статьи (часть их была простимулирована с помощью ресурсов Первого главного управления, занимавшегося внешней разведкой) с аргументированными возражениями против пересмотра послевоенных границ в Европе. Таким образом в западном общественном мнении была подготовлена почва для Договора между ФРГ и СССР от 12 августа 1970 года и Договора об основах нормализации взаимных отношений между ФРГ и ПНР от 7 декабря 1970 года, подтвердивших незыблемость границ по Одеру — Нейсе. Именно тогда Западная Германия впервые официально признала свои восточные границы как законные, международно зафиксированные. Эти же реалии нашли отражение в Хельсинкском акте 1975 года, закрепившем нерушимость границ в Европе.
Среди журналистов, выполнявших за рубежом специальные задания Бобкова и Первого главного управления (внешняя разведка), одной из главных фигур был Виктор Луи.

### Во главе 5-го управления КГБ
Важнейший этап в жизни и карьере Бобкова начался в мае 1967 года, когда на пост председателя Комитета госбезопасности был назначен Юрий Андропов. Тот момент, по воспоминаниям генерала, был отмечен «распрями между отдельными группами руководящих работников», замешанными на карьеризме и стремлении к власти. В 1968 году в составе КГБ СССР вместо секретно-политического отдела (СПО), подвергавшегося жёсткой критике, было создано 5-е управление («идеологическое», позднее «по защите конституционного строя»). По мнению Андропова, новое управление должно было противостоять идеологической экспансии, направляемой из-за рубежа, и стать надёжным щитом против неё, в этом деле важную роль Андропов придавал «чекистским методам» работы. Бобков был назначен заместителем начальника этого управления, а с мая 1969 года по январь 1983 года был его начальником.
Главной задачей 5-го управления КГБ являлась борьба с «идеологическими диверсиями», диссидентами («антисоветскими элементами»), профилактика и предотвращение массовых беспорядков. К наиболее сложным межнациональным проблемам в СССР 1960—1970-х годов, урегулированием которых он непосредственно занимался, Бобков в своих мемуарах отнёс армяно-азербайджанские и грузино-абхазские отношения, проблемы крымских татар, немцев Поволжья и турок-месхетинцев. Андропов и Бобков внесли руководству СССР предложение облегчить репатриацию евреев, желавших уехать в Израиль. По оценке Бобкова, руководство СССР уходило от решения этих проблем, загоняло их вглубь, что вызывало настороженность и других этносов, появление агрессивно настроенных групп экстремистов то в одном, то в другом национальном сообществе.
В 1972 году группа сотрудников КГБ, которой руководил из Москвы Бобков, вылетала в Рейкьявик на матч за звание чемпиона мира по шахматам между Спасским и Фишером, где проверяла информацию о предполагаемом воздействии со стороны американцев на чемпиона мира Бориса Спасского электромагнитными волнами и гипотезу о попытках его отравления. В 1977—1978 годах Бобков осуществлял общее руководство расследованием серии взрывов в Москве, устроенных армянскими террористами во главе со Степаном Затикяном — это была первая масштабная террористическая акция в столице СССР.
В 1980—1981 годах Бобков возглавлял работу межведомственной оперативно-следственной группы, занимавшейся расследованием гибели председателя Совета Министров Киргизской ССР Султана Ибраимова, который был убит 4 декабря 1980 года двумя выстрелами из малокалиберного нарезного карабина «Белка» на тщательно охраняемой правительственной даче в посёлке Чолпон-Ата на берегу озера Иссык-Куль. После убийства преступник бесследно исчез, чётких улик не было, и оперативники, проверив сотни подозреваемых, долго не могли выйти на след злоумышленника. В ходе расследования преступления по указанию Бобкова впервые в Советском Союзе была проведена «биологическая экспертиза отпечатков пальцев», дающая возможность идентифицировать человека. С помощью этого и других методов был спустя время установлен виновник — русский житель Чолпон-Аты Смагин, которого обнаружили повешенным в электричке, стоявшей в депо города Чапаевска Куйбышевской области. Сам факт, что преступник был найден уже мёртвым, породил в Кыргызстане недоверие к результатам расследования, и Бобков приложил тогда значительные усилия, чтобы избежать роста межнациональной напряжённости в республике.
С 18 января 1983 года одновременно с руководством 5-м управлением КГБ Бобков назначен заместителем председателя КГБ СССР, с 5 декабря 1985 года — первым заместителем председателя КГБ СССР. Воинское звание генерал армии присвоено указом Президиума Верховного Совета СССР от 30 ноября 1987 года. В здании на Лубянке Бобков, будучи первым заместителем председателя КГБ, занимал отделанный деревом просторный кабинет на четвёртом этаже в левой стороне комплекса, выходивший окнами на универмаг «Детский мир».
Помимо специальных методов работы Бобков, единственный из высшего руководства КГБ СССР, много выступал перед общественностью, научной и творческой интеллигенцией, студенчеством. Среди аудиторий, где он выступал, — всесоюзное общество «Знание», конференции главных редакторов республиканских, краевых и областных газет, дважды — собрание Академии наук СССР, Московский государственный университет, МВТУ имени Баумана, Консерватория имени Чайковского, училище при Большом театре, Институт иностранных языков, Институт международных отношений, другие вузы, организации и учреждения.

### Перестройка и распад СССР
Во второй половине 1980-х годов Бобков принимал участие в урегулировании межнациональных конфликтов в Грузии (Тбилиси, Абхазия), Азербайджане (Сумгаит, Нагорный Карабах), Узбекистане (Фергана).
На первом Съезде советов народных депутатов РСФСР в 1990 году, по инициативе Бориса Ельцина и при непротивлении Михаила Горбачёва, встал вопрос о немедленном принятии Декларации о суверенитете России, где закреплялось право республики не подчиняться конституционным законам СССР, известно было и о намерении Латвии, Литвы и Эстонии выйти из состава СССР; сепаратистские настроения царили также в Грузии и Молдове. Отказ от властных полномочий Союза, по мнению генерала, находился в противоречии с Конституцией СССР и грозил расчленением государства. В этих обстоятельствах Бобков и Константин Кобец предприняли демарш перед Горбачёвым с целью повлиять на принятие Декларации о суверенитете России. Однако Горбачёв на встрече с ними в кулуарах Учредительного съезда Компартии РСФСР возразил: «Ничего страшного не вижу… Это Союзу не угрожает. Если вы не согласны, покиньте съезд… Причин реагировать на это союзным властям не вижу». После раздумий Бобков дал ответ Горбачёву на страницах газеты «Правда» 22 марта 1991 года в статье «Мистификация», в которой заострил вопросы: «Может ли быть в стране власть любого Совета, если он не признаёт Конституцию СССР, общесоюзных законов? Никто не отрицает суверенитетов, но ведь должны быть законы верховной власти. Без этого не будет державы».
29 января 1991 года в ходе 40-минутной беседы в Кремле с президентом СССР Михаилом Горбачёвым в присутствии председателя КГБ СССР Владимира Крючкова генерал Бобков поблагодарил партию и государство за доверие, оказанное ему за 45 лет работы в ведомстве. Глава государства подписал указ об освобождении генерала Бобкова от должности и переводе его на работу в Группу генеральных инспекторов Министерства обороны СССР. Через полчаса, вернувшись на Лубянку и выпив, по собственному признанию, с Крючковым по глотку водки, Бобков навсегда покинул свой служебный кабинет. В январе 1992 года в связи с прекращением существования СССР Филипп Денисович был отправлен в отставку и с должности генерального инспектора Минобороны СССР. Деятельность Горбачёва в качестве советского лидера Бобков в своих мемуарах оценил резко критически, в 2013 году в телеинтервью назвал его «пустой личностью».
Всего за 45 лет деятельности в органах государственной безопасности Бобков работал при 12 руководителях ведомства: Меркулове, Абакумове, Игнатьеве, Берии, Круглове, Серове, Шелепине, Семичастном, Андропове, Федорчуке, Чебрикове, Крючкове. Первого из этой плеяды он не видел в глаза, а впечатления от остальных в мемуарах передал по атмосфере, которая складывалась на Лубянке при каждом из них; многих Бобков достаточно хорошо знал лично.
По воспоминаниям Бобкова в 2013 году, в период работы в КГБ он находился на службе обычно по 15—18 часов в сутки, а спал — по 4—5 часов.

### После распада СССР

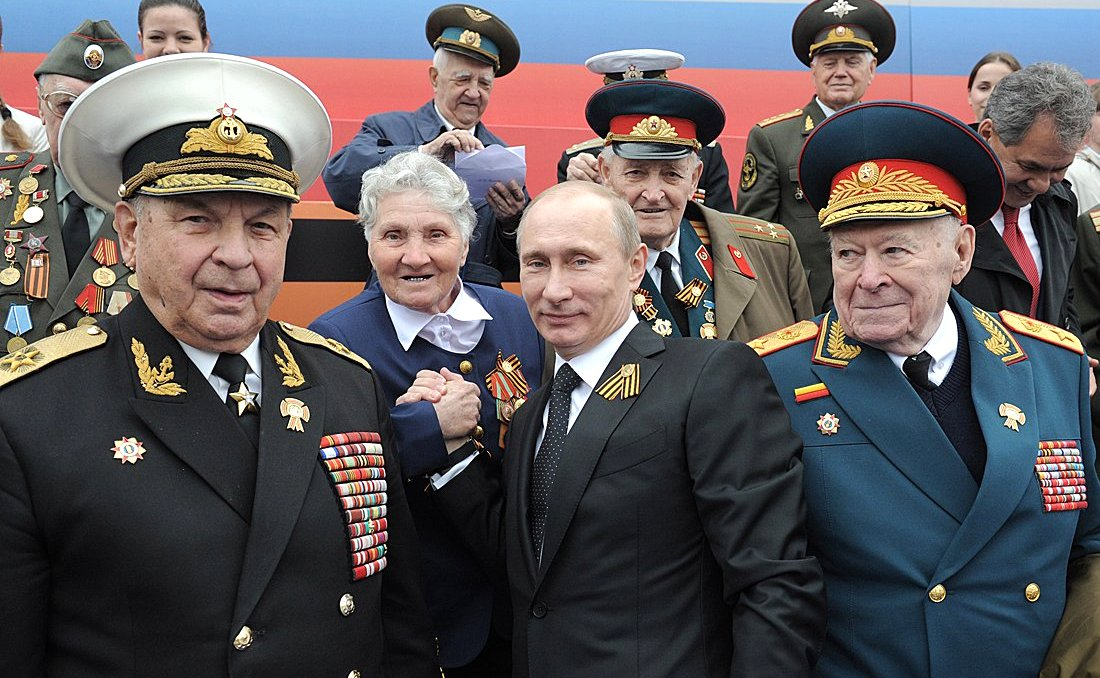
Адмирал флота в отставке А. И. Сорокин, Президент Российской Федерации В. В. Путин, генерал армии в отставке Ф. Д. Бобков на военном параде на Красной площади, 9 мая 2012 года

14 мая 1992 года Верховный Совет России на основании личного заявления прекратил полномочия народного депутата РСФСР Бобкова. Ряд источников упоминает о роли Бобкова в ходе событий сентября—октября 1993 года в Москве, когда генерал способствовал обороне здания Верховного Совета России путём объединения усилий спикера парламента Руслана Хасбулатова и лидера русских националистов (РНЕ) Александра Баркашова, а после взятия «Белого дома» под контроль силовиков содействовал скрытному отступлению баркашовцев.
В 1992 году стал руководителем Аналитического управления холдинга АО Группа «Мост», принадлежащего Владимиру Гусинскому. Мотивы такого шага генерал КГБ объяснил тем, что при новой власти в России полностью оказался не у дел, отметил также вклад Гусинского в создание первого в России независимого телевидения НТВ.
Бобков сам сформировал в «Мосте» консультативную структуру, взял на работу нескольких своих бывших подчинённых. В 1996 году в этом качестве консультировал семейство греческих бизнесменов Янникосов — издателей оппозиционной Ельцину газеты «Правда». Несмотря на конфликт «Моста» с российскими властями и бегство Гусинского из страны, Бобков продолжал возглавлять Аналитическую службу «Медиа-Моста» до второй половины 2001 года. В том же году он перешёл на экспертно-консультационную работу в Институт социально-политических исследований РАН, возглавляемый академиком Геннадием Осиповым. В качестве эксперта Бобков поддержал сокращение резидентур Службы внешней разведки Российской Федерации в Юго-Восточной Азии, на Ближнем Востоке, в Латинской Америке, публично одобрил решение руководства России о выводе военных баз из Камрани и Лурдеса, подчеркнув в интервью для печати: «Обходятся нам базы во Вьетнаме и на Кубе дороже того, что они нам дают… Мы сейчас — не Советский Союз. Мы должны соизмерять свои устремления с состоянием страны. Жить в нынешних условиях и претендовать на то, что мог позволить себе СССР, нельзя».
В 2000-х годах Бобков выступал со статьями и интервью в российской печати, в периодических изданиях Франции, Испании, Болгарии, Южной Кореи, Германии, США, Японии, Венгрии. В 2002 году Бобков в соавторстве с Е. Ф. Ивановым, А. Л. Свечниковым, С. П. Чаплинским выпустил в свет книгу «Глобальный капитализм (размышления на тему)». В 2003 году те же авторы выпустили книгу «Современный глобальный капитализм».
В эти же годы — советник генерального директора РИА «Новости», вице-президент Академии проблем безопасности, обороны и правопорядка, член президиума Российской академии социальных наук. Участвовал в работе Московского интеллектуально-делового клуба Николая Рыжкова; член региональной общественной организации ветеранов контрразведки «Веткон». Комментируя текущую деятельность ФСБ России, Бобков в двух телеинтервью подчеркнул, что относится к ней с уважением, однако методы работы сейчас совершенно иные и к консультациям его не привлекают. О Владимире Путине упомянул, что в период службы в КГБ никогда не слышал о таком сотруднике, встречи с президентом у Бобкова были, но остались в прошлом; главной заслугой Путина назвал удержание России от распада.
С 2005 года — член Клуба военачальников Российской Федерации. С 2008 года был генеральным инспектором Управления генеральных инспекторов Министерства обороны Российской Федерации.

### Последние годы

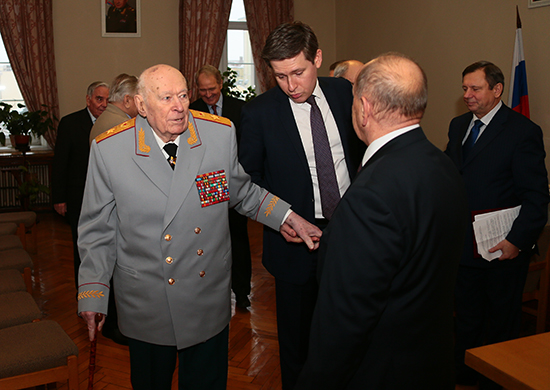
90-летие Ф. Д. Бобкова в Управлении Генеральных инспекторов Минобороны России, 1 декабря 2015 года

В последние годы жил в Москве, в районе старого Арбата, общался с ветеранами-фронтовиками, одними из ближайших и давних его друзей были чемпион мира по шахматам Анатолий Карпов (противостояние которого за мировую шахматную корону с диссидентом В. Корчным Бобков по долгу службы курировал в 1978—1981), главный режиссёр Ленкома Марк Захаров, актриса театра им. Маяковского Светлана Немоляева. Несмотря на свойственные возрасту недуги Филипп Денисович принимал посильное участие в работе Донецкого и Кузбасского землячеств. Автор мемуарных книг «КГБ и власть» (издана в 1995 году в московском редакционно-издательском объединении «Ветеран МП», отпечатана по соображениям экономии средств в Минске, Беларусь, что дало формальный повод утверждать, будто мемуары Бобкова изданы за границей; 100-тысячный тираж распространялся в основном в России), «Последние двадцать лет» (2006). Завзятый театрал и коллекционер букинистической литературы, любимые его книги — из серии «Жизнь замечательных людей».
Скончался 17 июня 2019 года после продолжительной болезни в Центральном клиническом военном госпитале ФСБ РФ. Соболезнование в связи с кончиной выразил министр обороны России генерал армии Сергей Шойгу. Похоронен 20 июня 2019 года на Троекуровском кладбище Москвы.

## Мемуары, политические взгляды, ученики
В мемуарах Бобков впервые рассказал о таких эпизодах советской истории, как самоубийства писателя Александра Фадеева и первого заместителя председателя КГБ СССР Семёна Цвигуна (оказался одним из первых на месте событий), преследование правозащитника генерал-майора Петра Григоренко, разрешение на первые советские издания книг Игоря Северянина, Осипа Мандельштама, Бруно Ясенского, Павла Васильева и других запрещённых к публикации на тот момент авторов, предложение издать альманах «Метрополь», встреча в квартире режиссёра Владимира Вайнштока на улице Черняховского в Москве с организатором и идеологом Белого движения, монархистом и депутатом дореволюционной Думы, принявшим отречение из рук Николая II, впоследствии политзаключённым Василием Шульгиным. Из всех руководителей СССР, при которых он работал, Бобков одобрительно отозвался о деятельности Юрия Андропова и, частично, Леонида Брежнева.
Бобков подверг критике регламент и содержание работы Политбюро ЦК КПСС, к деятельности которого по долгу службы он имел отношение. В частности, автор упоминает о бесконечных ожиданиях сверхзанятых руководящих лиц в приёмной: «Вызывают на заседание Политбюро и отрывают от дел министра, маршала, академика, они ждут три-четыре часа, пока их не пригласят в зал, где вопрос подчас занимал не более трёх-пяти минут». Утрату авторитета Политбюро Бобков связывает прежде всего с тем, что его решения перестали интересовать обычных людей. «Этих решений было много, они лились потоком, но чаще всего абсолютно не касались глобальных, жизненных проблем».
В интервью для печати в октябре 2001 года Бобков, работавший тогда советником академика Геннадия Осипова в Институте социально-политических исследований РАН, комментируя теракты в США 11 сентября 2001, осудил исламских террористов, однако указал, что как у генерала спецслужбы у него вызывает сомнение «больно портативный набор доказательств: Коран, 20 тысяч долларов и удостоверение пилота; как на подбор, все с этими стандартными доказательствами». Он выразил уверенность, что к терактам были причастны и сами граждане Америки, далеко не только исламисты. Бобков с сочувствием отозвался об антиглобализме, считая это явление закономерным процессом развития человечества, к которому «надо присмотреться повнимательнее», поддержал внешнеполитический курс В. Путина, сказав, что «перед Америкой мы шапку ломать не будем». В ноябре 2013 года в интервью телеканалу «Дождь» Бобков высказался против тюремного заключения для акционисток из группы Pussy Riot, всю эту историю назвав «ерундой».
Бывшие сотрудники Бобкова работают в ряде государственных учреждений и в бизнесе. К 2015 году наиболее известным подчинённым и учеником Бобкова, работающим в высших эшелонах российской власти, является бывший его сотрудник по 5 управлению КГБ (защита конституционного строя), начальник Аналитического отдела управления, ныне один из лидеров фракции «Единая Россия» в Госдуме РФ седьмого созыва, полковник ФСБ в отставке Отари Аршба.

## Критика
С началом Перестройки Бобков подвергался критике со стороны либеральных кругов. По утверждению Леонида Млечина, Бобков руководил борьбой с проявлениями диссидентского движения, участвовал в создании осведомительных сетей в среде творческой интеллигенции, предотвращении бегства граждан СССР за рубеж и их «невозвращенства» оттуда, розыске и изъятии «самиздатовской» литературы. При этом руководство КГБ СССР, как и всё советское руководство, оказалось не готово к массовому всплеску национализма и силовым сценариям захвата власти в республиках — а как раз эти проблемы на протяжении 20 лет входили в сферу непосредственной ответственности Бобкова.
По мнению газеты «Коммерсантъ», в качестве начальника идеологической контрразведки Бобков с конца 1960-х годов в ведомственных интересах «надувал из лягушки вола» — внедрял в сознание руководителей государства миф о существовании в СССР массового, но контролируемого инакомыслия, в то время как истинных диссидентов—идейных врагов власти среди творческой интеллигенции были единицы. По распространённым оценкам, Бобков имел непосредственное отношение к высылке из СССР Иосифа Бродского, Александра Солженицына, Мстислава Ростроповича, Галины Вишневской.
В мемуарах Бобков открыто признал свою ответственность и выразил сожаление за участие в решениях, которые после их принятия были осуждены обществом: среди таких акций он назвал в первую очередь высылку в 1980 году академика и Нобелевского лауреата Андрея Сахарова в Горький.
По выраженному в блоге мнению Авигдора Эскина о книге Бобкова «Как готовили предателей» (2012): «Бобков расписывается здесь в своём непрофессионализме, когда подменяет реальную аналитику конспирологической мифологией».
Бобкова упрекали в бездействии (спецслужб и личном) во время распада СССР. Ему предъявлялись претензии в покровительстве крупным банкирам Гусинскому, Смоленскому, Потанину — согласно этой версии, генерал располагал оперативными материалами на них, однако по неясным причинам расследования были спущены «на тормозах».
С началом аналитической деятельности в группе «Мост» (1992—2001) Бобкову адресовалась критика, в которой указывалось на этическую сомнительность обслуживания отставным генералом КГБ СССР и секретоносителем государства интересов олигарха Владимира Гусинского.

## Семья
Филипп Денисович был женат на Людмиле Сергеевне, инженере-экономисте, работавшей в МПС СССР и институте «ГипротрансТЭИ». Двое сыновей:
- Сергей (род. 13 августа 1948) — поэт, член Союза писателей России;
- Алексей (1956—2005) — вирусолог, заведующий лабораторией НИИ вирусологии имени Д. И. Ивановского РАМН[48][49], доктор биологических наук.

## Награды
- Три ордена Ленина (1967, 1977, 1985),
- Орден Октябрьской Революции (1971),
- Орден Отечественной войны 1-й степени (1985),
- Орден Трудового Красного Знамени (1980),
- Орден «За службу Родине в ВС СССР» 3-й степени,
- Орден Славы 3-й степени (17.11.1943),
- Две медали «За отвагу» (22.10.1943, …),
- Медаль «За боевые заслуги»,
- Медаль «За победу над Германией в Великой Отечественной войне 1941—1945 гг.» (1945),
- Медаль «За отличие в охране государственной границы СССР» (1950),
- Медали СССР,
- Медали РФ,
- Иностранные ордена и медали.
- Почётный гражданин города Спас-Деменска Калужской области[2].

## Воинские звания
- Полковник (29.12.1962)
- Генерал-майор (16.12.1965)
- Генерал-лейтенант (2.11.1972)
- Генерал-полковник (20.4.1984)
- Генерал армии (30.10.1987)